# EMD DDA40X
EMD DDA40X "Centennial" – najsilniejsza lokomotywa spalinowo-elektryczna świata produkowana w latach 1969-1971, używana przez firmę Union Pacific Railroad.
Pierwsza lokomotywa o numerze 6900 została uroczyście dostarczona podczas obchodów 100-lecia zbudowania linii transamerykańskiej, stąd jej przydomek Centennial.
Stworzenie lokomotywy polegało na dosłownym zespawaniu dwóch części silnikowych i "kanadyjskiej kabiny" z przodu. DDA40X była przez to bardzo ciężka, ważyła niemal 250 ton, a przy 8 osiach i nacisku większym niż 30 ton/oś niszczyła tory. Właśnie przez to nie utrzymała się długo na rynku, choć jeden egzemplarz jest w użyciu do dziś.
"X" w nazwie oznaczało "eksperymentalna". DD40X była zaprojektowana głównie w celu zastosowania technologii przyszłościowych w nowszych lokomotywach EMD. Projekt kanadyjskiej kabiny znalazł tam zastosowanie "dwadzieścia lat wprzód", ta dziś jest obecna w niemal każdej lokomotywie spalinowej.

## Zachowane egzemplarze
- 6900 - Kenefick Park, Omaha, Nebraska
- 6901 - Pocatello, Idaho
- 6911 - Meksykański Instytut Technologii, Meksyk
- 6913 - Muzeum Kolei Amerykańskiej, Dallas, Teksas
- 6915 - Fairplex, Pomona, Kalifornia
- 6916 - Ogden, Utah
- 6922 - North Platte, Nebraska
- 6925 - Chamberlain, Dakota Południowa
- 6930 - Illinois Railway Museum, Union, Illinois.
- 6936 - Ostatnia, która była w użyciu przez Union Pacific Railroad, do 2016 roku. Obecnie oczekuje na przekazanie do muzeum Railroading Heritage of Midwest America, Silvis, Illinois[1]
- 6938 - North Little Rock, Arkansas
- 6944 - Muzeum Transportu, Saint Louis, Missouri
- 6946 - Muzeum Kolei Western Pacific, Portola, Kalifornia. Ostatni egzemplarz DDA40X.